# Victoria Öjefors Quinn
Victoria Öjefors Quinn, född den 31 maj 1983 på Gotland, är en svensk skrivtolk, vänsterpartistisk politiker och funktionsrättsprofil.

## Biografi
Öjefors Quinn, som föddes med en synskada, var mellan åren 2006 och 2011 ordförande för Riksorganisationen Unga Synskadade. Under perioden 2012-2017 var hon invald i förbundsstyrelsen för Synskadades riksförbund. Från 2014 var hon organisationens förste vice ordförande, dessförinnan var andre vice ordförande för organisationen. Inför Synskadades riksförbunds förbundskongress 2021 var Öjefors Quinn valberedningens förslag till ordförande för organisationen, hon förlorade dock valet mot motkandidaten Niklas Mattsson från Kungsbacka.
Öjefors Quinn är även partipolitiskt engagerad för Vänsterpartiet, bland annat som regionfullmäktigeledamot samt politisk sekreterare. Öjefors Quinn arbetar även som skrivtolk och hjälpmedelsutbildare vid Region Gotland.
Tillsammans med bland andra docenten Ulf Norberg har Öjefors Quinn medförfattat Sveriges första bok om skrivtolkning, Skrivtolkning. Forskning och praktik (2022).